# Libnotes alexanderi
Libnotes alexanderi är en tvåvingeart som beskrevs av Edwards 1925. Libnotes alexanderi ingår i släktet Libnotes och familjen småharkrankar. Inga underarter finns listade i Catalogue of Life.